# 1-я Московская стрелковая дивизия народного ополчения (Ленинского района)
1-я Московская стрелковая дивизия народного ополчения (Ленинского района) — воинское соединение СССР в Великой Отечественной войне

## История
Дивизия формировалась в Ленинском районе Москвы из добровольцев в возрасте от 17 до 55 лет, не подлежавших призыву и не занятых в оборонной промышленности. В первые два дня в ополчение вступили 12 тысяч человек.
В дивизию вступили добровольцы с крупнейших предприятий района: станкостроительного завода «Красный пролетарий», станкозавода имени Серго Орджоникидзе, 2-го шарикоподшипникового завода, карбюраторного завода, института ЭНИМС, ГЭС № 2, завода «Лифт», завода «Главполиграфмаш», 1-го таксомоторного парка, Наркомцветмета, Наркомата автотранспорта (недоступная ссылка), кондитерской фабрики «Красный Октябрь» и других.
Пришли преподаватели и научные работники институтов: Горного, Стали и сплавов, Нефтяного, Текстильного и ряда институтов Академии Наук. В дальнейшем пополнялась также из жителей Сокольнического района Москвы и Орехово-Зуевского и Ленинского районов Московской области. Командиром дивизии, командирами полков, артдивизионов и большинства батальонов стали кадровые военные.
Дивизия формировалась со 2 по 7 июля в Московском Горном институте, на Большой Калужской улице. На рассвете 9 июля 1941 года части дивизии походным маршем прошли по улицам столицы, направляясь в район строительства оборонительных сооружений под Москвой. В середине июля дивизия совершила переход по маршруту Медынь — Юхнов — Спас-Деменск. По прибытии заняла 2-й оборонительный рубеж в 10 км западнее Спас-Деменска, где занималась боевой подготовкой и строительством оборонительных сооружений.
30 июля 1941 года вошла в состав 33-й армии Резервного фронта. Командиром назначен генерал-майор Н. Н. Пронин. 15 августа 1941 года дивизия была зачислена в состав действующей армии как 60-я стрелковая дивизия.
1283-й стрелковый полк из состава дивизии в конце августа 1941 года был направлен на р. Десну на смену 100-й стрелковой дивизии после Ельнинской битвы, использовал 317-ю полевую почтовую станцию соседней 222-й стрелковой дивизии. 2 октября встретил наступление вражеских войск в рамках операции «Тайфун». Судьба его неизвестна.
Остальные части дивизии с 3 октября 1941 года воевали в окружении севернее г. Спас-Деменск Калужской области.
3 февраля 2022 года скончался последний участник 1-й дивизии народного ополчения полковник в отставке Виктор Владимирович Прокофьев.

## Состав
В дивизию первоначально входили:
- 1-й стрелковый полк;
- 2-й стрелковый полк;
- 3-й стрелковый полк;
- запасной стрелковый полк;
- 45-мм артиллерийский дивизион;
- 76-мм артиллерийский дивизион;
- 152-мм артиллерийский дивизион;
- самоходно-артиллерийский полк;
- отдельная самокатно-разведывательная рота;
- отдельная рота связи;
- сапёрная рота;
- медико-санитарный батальон;
- автотракторная рота;
- танковая рота
- взвод ОО НКВД.

с 11-го августа 1941 года дивизия была переформирована по штатам стрелковой дивизии НКО, её состав стал следующим:
- 1281-й стрелковый полк;
- 1283-й стрелковый полк;
- 1285-й стрелковый полк;
- 969-й артиллерийский полк;
- 71-й отдельный истребительно-противотанковый дивизион;
- 696-й сапёрный батальон;
- 857-й батальон связи;
- 491-й медико-санитарный батальон.

## Подчинение
| Дата            | Фронт (округ)   | Армия             | Корпус | Примечания |
| --------------- | --------------- | ----------------- | ------ | ---------- |
| 30.07.1941 года | Резервный фронт | 33-я армия (СССР) | -      | -          |

## Командиры
- Пронин, Николай Нилович (02.07.1941 — 17.07.1941), генерал-майор;
- Котельников, Леонид Иванович (18.07.1941 — 15.08.1941), генерал-майор.

## Память
- На фасаде здания Московского горного института на Ленинском проспекте, 6, укреплена мемориальная доска, напоминающая о том, что здесь в июле 1941 года шло формирование 1-й Московской стрелковой дивизии народного ополчения Ленинского района. Памятник создан по инициативе, на средства и силами студентов и преподавателей двух столичных вузов — Московского горного института и Московского института стали и сплавов[8].
- Существует несколько музеев, экспозиции которых посвящены истории дивизии, в том числе в Кременках, Протвино, в московском лицее № 1561[9].
- Школа № 862 до вхождения в 2014 году в московский лицей № 1561 носила имя 1-й дивизии народного ополчения Москвы[10].